# Lokov
Lokov (mazedonisch Локов; albanisch definit Llokova, indefinit Llokovë) ist ein aufgegebenes Haufendorf im nördlichen Teil der Gemeinde Struga in der Region Südwesten der Republik Nordmazedonien.

## Geographie

Karte mit Lage des Dorfes innerhalb der Gemeinde Struga (mazedonisch-kyrillisch)

Lokov befindet sich rund 35 Kilometer nördlich der Gemeindehauptstadt Struga. Im Nordosten liegt Ržanovo, im Südosten Zbaždi, im Süden Globočica und im Südwesten Lukovo. Im Westen fließt auch der Schwarze Drin von Süden nach Norden.
Das Dorf befindet sich auf einem Bergrücken des Karaorman-Gebirges auf einer Höhe zwischen 1320 m. i. J. und 1350 m. i. J.
Das Klima liegt wie in der ganzen Region im kontinental-mediterranen Übergangsgebiet.

## Bevölkerung
Der Ort hat keine Einwohner mehr (Stand 2021). Fast alle Bewohner gehörten der mazedonischen Mehrheit an und sprachen Mazedonisch. Sie bekannten sich fast ausschließlich zum orthodoxen Christentum. Im Dorf stehen zwei Kirchen, eine ist Christi Himmelfahrt geweiht, die andere Paraskevi von Iași.
Die nachfolgende Tabelle zeigt die demographische Entwicklung seit dem Zweiten Weltkrieg.
| Jahr      | 1948 | 1953 | 1961 | 1971 | 1981 | 1991 | 1994 | 2002 | 2021 |
| --------- | ---- | ---- | ---- | ---- | ---- | ---- | ---- | ---- | ---- |
| Einwohner | 191  | 223  | 061  | 0    | 0    | 04   | 0    | 0    | 0    |

## Geschichte
Bis zu deren Fusion mit der Gemeinde Struga im Jahr 2004 gehörte Lokov zur Gemeinde Lukovo.

## Verkehr
Lokov liegt an der Gemeindestraße P2243, welche die Gemeindehauptstadt Struga mit dem nördlichen Teil der Gemeinde verbindet.